# Blackstonia
Genre
Classification APG IV (2016)
Blackstonia est un genre de plantes herbacées annuelles appelées blackstonies ou chlores, de la famille des Gentianacées.

## Liste d'espèces
Selon NCBI (29 oct. 2019) :
- Blackstonia acuminata (W.D.J.Koch & Ziz) Domin = blackstonie acuminée, chlore acuminée, centaurée jaune tardive
- Blackstonia grandiflora Pau, 1924
- Blackstonia imperfoliata (L.f.) Samp. = chlore non perfoliée
- Blackstonia perfoliata (L.) Huds. = blackstonie perfoliée, chlore perfoliée, centaurée jaune, chlorelle